# Monte Toro
El monte Toro (en catalán El Toro) es la montaña más alta de Menorca, con 358 metros de altura.

## Origen del nombre
Su nombre procede según una leyenda de un toro que custodiaba la cima de la montaña, impidiendo que nadie la alcanzara. Un día unos monjes llegaron a la cumbre atraídos por unas luces misteriosas que salían de su cima. El toro enfurecido les salió al paso, pero al ver las cruces que portaban los monjes, los guio mansamente hasta una gruta situada en lo alto de la montaña donde se hallaba una imagen de la Virgen María, quien sería llamada "Nuestra Señora de Monte Toro" o "Nuestra Señora del Toro" (en catalán: "Mare de Déu del Toro").
Existe sin embargo, otra versión del origen del nombre de la simbólica montaña, y es que su nombre procede de "tor", que según parece, en árabe haría referencia a la altura, con lo que "al-tor" vendría a significar "la altura", "lo elevado". 

## Frailes
Después de muchos siglos de ocupación y diversas restauraciones, sobre los años cuarenta un grupo de frailes ermitaños se hicieron cargo del monasterio.
Este colectivo vivía de la tierra del convento y de lo que podía sacarle, siendo su primera ocupación el recogimiento y la oración.

## Monjas Franciscanas
A los frailes les sucedieron las monjas franciscanas, que se hicieron cargo del centro de culto hasta la actualidad.

## Localización
Se encuentra en el término municipal de Mercadal, en el centro de la isla.

## Características
Desde su cima en los días despejados, se puede divisar toda la isla, especialmente la comarca norte e incluso parte de la isla de Mallorca. En la cima de la colina se encuentran unos repetidores de televisión y radio además del santuario de la Virgen de Monte Toro (Patrona de Menorca). El Monte Toro es considerado como el centro espiritual, geográfico y simbólico de la isla de Menorca por antonomasia.[cita requerida]

## Monumentos de interés
En su cumbre está el Santuario de la Virgen del Toro o de Monte Toro (perteneciente a la orden franciscana), construido a partir de 1670 sobre una antigua iglesia gótica. A través de un gran portal, se accede a un patio interior encalado donde un monumento nos recuerda a los menorquines que emigraron a Florida en el siglo XVIII, una escultura hecha por Josep Viladomat en 1976, el cual nos conduce hasta una pequeña iglesia construida, entre finales del siglo XVI e inicios del XVII, sobre la originaria iglesia gótica. En la actualidad, permanece abierta todos los días para los visitantes, donde se puede contemplar la imagen tallada en madera de la Virgen del Toro, patrona de los menorquines. La iglesia conserva un curioso portal decorado con dos carátulas. El interior es de una sola nave, con tres capillas en cada lado. Gran parte de la fachada del Santuario de la Virgen del Toro está pintada de color blanco.